# Tour da Ilha de Chongming
O Tour da Ilha de Chongming (oficialmente: Tour of Chongming Island e em mandarim: 年环崇明岛) é uma corrida anual de ciclismo de estrada feminina de elite realizada em Xangai, China, em homenagem à Ilha de Chongming.
O Tour consistia anteriormente em duas corridas: uma corrida por etapas e uma corrida de um dia. Entre 2007 e 2009, a corrida de um dia foi um contra-relógio; em 2010, o contra-relógio foi substituído por uma corrida de um dia, conhecida como Copa do Mundo do Tour da Ilha de Chongming, que fez parte da Copa do Mundo Feminina de Estrada da UCI até 2015. Desde 2016, a corrida por etapas passou a fazer parte do UCI World Tour Feminino.
Em 2006 realizou-se uma edição única de uma corrida masculina por etapas também com o nome oficial de Tour of Chongming Island, realizada no mês de maio, na categoria 2.2 (última categoria do profissionalismo); um ano depois criaram-se as provas femininas uma com o mesmo nome que a masculina e a outra de contrarrelógio com o nome oficial de Tour of Chongming Island Time Trial.
A corrida masculina teve cinco etapas enquanto a feminina tem tido desde a sua criação até 2010 quatro etapas e desde aí, três. A prova contrarrelógio teve 20 quilómetros e sempre se disputou um dia antes da corrida por etapas, enquanto a corrida de um dia pontuavél para a copa do Mundo se disputou quatro dias depois da corrida por etapas.

## Palmarés

### Feminino

#### corrida por etapas
| Ano  | Vencedor            | Segundo              | Terceiro           |           |
| ---- | ------------------- | -------------------- | ------------------ | --------- |
| 2007 | Li Meifang          | Ellen van Dijk       | Belinda Goss       |           |
| 2008 | Li Meifang          | Meng Lang            | Sha Hui            |           |
| 2009 | Chloe Hosking       | Marlen Jöhrend       | Zhao Na            |           |
| 2010 | Ina-Yoko Teutenberg | Kirsten Wild         | Rochelle Gilmore   |           |
| 2011 | Ina-Yoko Teutenberg | Annemiek van Vleuten | Monia Baccaille    |           |
| 2012 | Melissa Hoskins     | Monia Baccaille      | Liesbet De Vocht   |           |
| 2013 | Annette Edmondson   | Chloe Hosking        | Lucy van der Haar  |           |
| 2014 | Kirsten Wild        | Shelley Olds         | Giorgia Bronzini   |           |
| 2015 | Kirsten Wild        | Roxane Fournier      | Annalisa Cucinotta |           |
| 2016 | Chloe Hosking       | Huang Ting-ying      | Leah Kirchmann     |           |
| 2017 | Jolien D'Hoore      | Kirsten Wild         | Chloe Hosking      |           |
| 2018 | Charlotte Becker    | Shannon Malseed      | Anastasia Chursina |           |
| 2019 | Lorena Wiebes       | Jutatip Maneephan    | Lotte Kopecky      |           |
| 2020 | cancelado           | cancelado            | cancelado          | cancelado |
| 2021 | cancelado           | cancelado            | cancelado          | cancelado |
| 2022 | cancelado           | cancelado            | cancelado          | cancelado |
| 2023 | Chiara Consonni     | Mylène de Zoete      | Daria Pikulik      |           |
| 2024 | Marta Lach          | Mylène de Zoete      | Scarlett Souren    |           |
| 2025 |                     |                      |                    |           |

#### Contrarrelógio
| Ano  | Vencedor         | Segundo         | Terceiro         |
| ---- | ---------------- | --------------- | ---------------- |
| 2007 | Yong Li Liu      | Li Meifang      | Ellen van Dijk   |
| 2008 | Li Meifang       | Li Wang         | Yong Li Liu      |
| 2009 | Bridie O'Donnell | Svitlana Halyuk | Madeleine Sandig |

#### Copa do Mundo
| Ano  | Vencedor            | Segundo           | Terceiro         |
| ---- | ------------------- | ----------------- | ---------------- |
| 2010 | Ina-Yoko Teutenberg | Kirsten Wild      | Rochelle Gilmore |
| 2011 | Ina-Yoko Teutenberg | Lizzie Armitstead | Charlotte Becker |
| 2012 | Shelley Olds        | Melissa Hoskins   | Monia Baccaille  |
| 2013 | Tetyana Riabchenko  | Giorgia Bronzini  | Amy Pieters      |
| 2014 | Kirsten Wild        | Elena Cecchini    | Giorgia Bronzini |
| 2015 | Giorgia Bronzini    | Kirsten Wild      | Fanny Riberot    |

### Masculino

#### Corrida por etapas
| Ano  | Ganhador         | Segundo       | Terceiro     |
| ---- | ---------------- | ------------- | ------------ |
| 2006 | Robert McLachlan | Nolan Hoffman | Tobias Erler |

## Palmarés por países
Atualizado após edição de 2023

### Feminino
| País          | Vitórias |
| ------------- | -------- |
| Austrália     | 4        |
| Alemanha      | 3        |
| Países Baixos | 3        |
| China         | 2        |
| Bélgica       | 1        |
| Itália        | 1        |

| País           | Vitórias |
| -------------- | -------- |
| Alemanha       | 2        |
| Estados Unidos | 1        |
| Lituânia       | 1        |
| Países Baixos  | 1        |
| Itália         | 1        |

| País      | Vitórias |
| --------- | -------- |
| China     | 2        |
| Austrália | 1        |

### Masculino

#### corrida por etapas
| País      | Vitórias |
| --------- | -------- |
| Austrália | 1        |